# Ella Constantinescu-Zeller

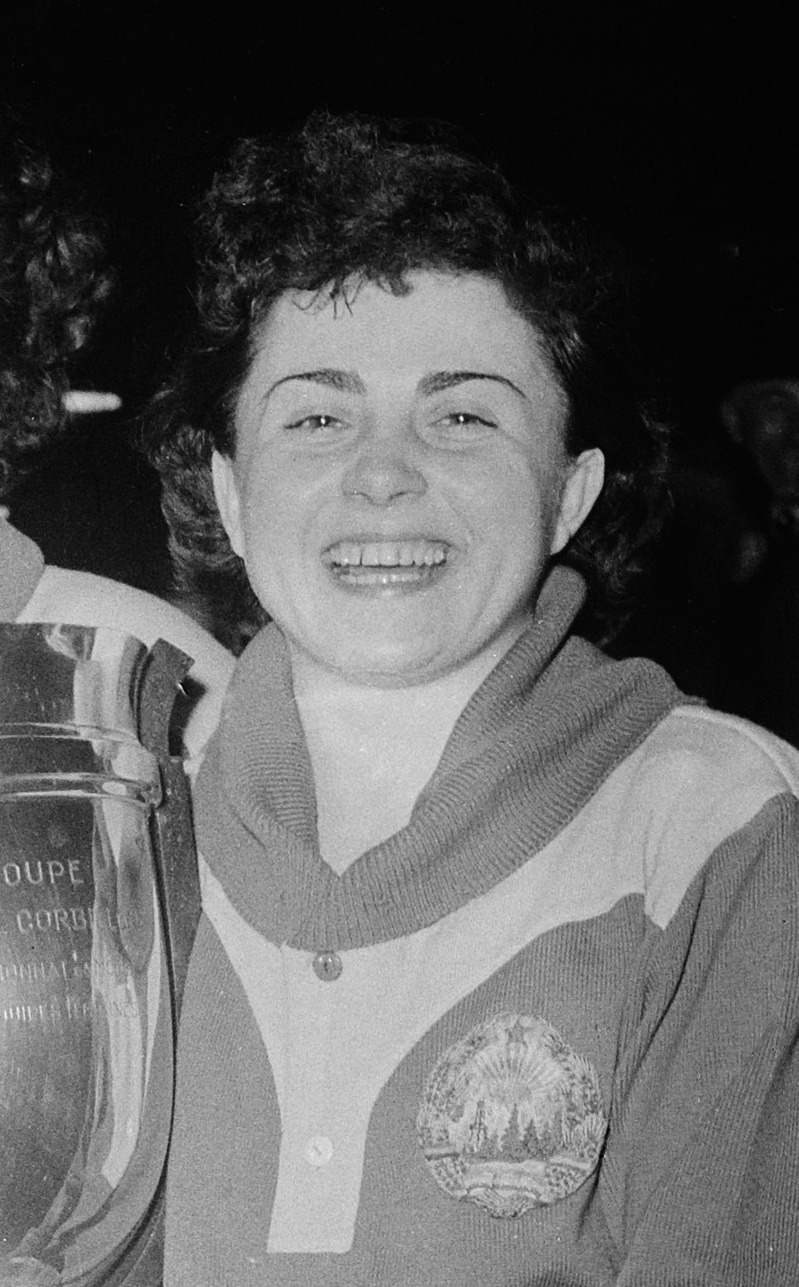
Ella Zeller, 1955

Ella Constantinescu-Zeller (Moldova Nouă, 26 november 1933 – Hanau, 7 maart 2025) was een Roemeens tafeltennisspeelster. Samen met haar landgenote Angelica Rozeanu werd ze in zowel Utrecht 1955 als Tokio 1956 wereldkampioene dubbelspel. Samen werden ze in Boedapest 1958 tevens de eerste Europese kampioenen in het dubbelspel voor vrouwen.
Constantinescu-Zeller werd in 1995 opgenomen in de ITTF Hall of Fame.

## Sportieve loopbaan
Constantinescu-Zeller werd in totaal vijf keer wereldkampioen. Naast de behaalde titels in individuele disciplines, won ze met het Roemeense nationale team in zowel Boekarest 1953, 1955 als 1956 het WK voor landenploegen. In alle drie de gevallen stond ook in deze gevallen Rozeanu naast haar op het podium. Achtereenvolgens Engeland, Japan en weer Engeland moesten genoegen nemen met zilver. De Japanse vrouwen veroordeelden op hun beurt in zowel Bombay 1952, Stockholm 1957 als Praag 1963 Constantinescu-Zeller en haar Roemeense teamgenoten tot de tweede plaats.
Constantinescu-Zeller en Rozeanu wonnen samen twee keer achter elkaar het wereldkampioenschap in het dubbelspel. Daartoe versloegen ze in 1955 de tweelingzussen Rosalind en Diane Rowe en een jaar later Fujie Eguchi en Kiiko Watanabe. Toen in 1958 in Boedapest voor het eerst ook Europese kampioenschappen werden gehouden, grepen Constantinescu-Zeller en Rozeanu hier samen nog een derde internationale titel. Hoewel de Roemeense op het EK 1964 nogmaals de dubbelspelfinale haalde, verloor ze ditmaal samen met Maria Alexandru wel van Diane Rowe, die ditmaal een duo vormde met Mary Shannon.
Constantinescu-Zeller nam in totaal deel aan acht edities van het WK tussen 1952 en 1965. De EK's in 1958 en 1964 waren wel de enige twee waarop ze verscheen. Verder speelde de Roemeense drie keer op de Balkan kampioenschappen. Daarop won ze in 1963, 1964 (beide in Athene) en 1965 (in Sofia) zowel het dubbelspel als het landentoernooi en in 1964 ook het toernooi voor gemengd dubbels. Constantinescu-Zeller was op de Balkan kampioenschappen van 1963 en 1965 verliezend finaliste enkelspel.
Constantinescu-Zeller overleed op 7 maart 2025 op 91-jarige leeftijd.